# Beachwood
Beachwood és una ciutat situada en el comtat de Cuyahoga a l'estat nord-americà d'Ohio. En el Cens dels Estats Units de l'any 2010 tenia 11.953 habitants i una densitat poblacional de 864,41 persones per km².

## Geografia
Beachwood està situada a les coordenades 41° 28′ 35″ N, 81° 30′ 12″ O / 41.47639°N,81.50333°O. Segons l'Oficina del Cens dels Estats Units, Beachwood té una superfície total de 13.830 km², de la qual 13.79 km² corresponen a terra ferma i (0,26%) 0.04 km² és aigua.

## Demografia
Segons el Cens dels Estats Units de l'any 2010 hi havia 11.953 persones residint a Beachwood. La densitat de població era de 864,41 hab./km². Dels 11.953 habitants, Beachwood estava compost pel 77,28% blancs, el 13,68% eren afroamericans, el 0,04% eren amerindis, el 7,41% eren asiàtics, el 0,02% eren illencs del Pacífic, el 0,41% eren d'altres races i l'1,16% pertanyien a dos o més races. Del total de la població l'1,92% eren hispans o llatins de qualsevol raça.